# So Far... The Best of Sinéad O'Connor
So Far... The Best of Sinéad O'Connor è un album di raccolta della cantante irlandese Sinéad O'Connor, pubblicato nel 1997.

## Tracce

### Versione Internazionale
1. Nothing Compares 2 U (Prince)
2. Mandinka (O'Connor)
3. The Emperor's New Clothes (O'Connor)
4. Thank You for Hearing Me (O'Connor, John Reynolds)
5. The Last Day of Our Acquaintance (O'Connor)
6. Fire on Babylon (O'Connor, Reynolds)
7. Troy (O'Connor)
8. I Am Stretched on Your Grave (Traditional, arr. O'Connor)
9. Jackie (O'Connor)
10. Success Has Made a Failure of Our Home (Mullins, O'Connor)
11. John I Love You (O'Connor)
12. Empire (Bomb the Bass featuring Benjamin Zephaniah & Sinéad O'Connor) (Tim Simenon, O'Connor, Zephaniah)
13. Don't Cry for Me, Argentina (Tim Rice, Andrew Lloyd Webber)
14. You Made Me the Thief of Your Heart (Bono, Friday, Seezer)
15. This Is a Rebel Song (O'Connor)

### Versione Nord America
1. Nothing Compares 2 U (Prince)
2. Mandinka (O'Connor)
3. The Emperor's New Clothes (O'Connor)
4. The Last Day of Our Acquaintance (O'Connor)
5. Fire on Babylon (O'Connor, Reynolds)
6. Troy (O'Connor)
7. I Am Stretched on Your Grave (Traditional, arr. O'Connor)
8. Success Has Made a Failure of Our Home (Mullins, O'Connor)
9. John, I Love You (O'Connor)
10. Empire (Bomb the Bass featuring Benjamin Zephaniah & Sinéad O'Connor) (Simenon, O'Connor, Zephaniah)
11. I Want Your (Hands on Me) (O'Connor, Reynolds, Dean, Clowes, Holifield)
12. Heroine (The Edge featuring Sinéad O'Connor & Larry Mullen Jr.) (The Edge, Brook, O'Connor)
13. Don't Cry for Me, Argentina (Tim Rice, Andrew Lloyd Webber)
14. You Made Me the Thief of Your Heart (Bono, Gavin Friday, Maurice Seezer)
15. Just Like U Said It Would B (O'Connor)